# Dějiny Podgorici
Podgorica, hlavní město Černé Hory, má dějiny sahající až do období Římské říše.

## Nejstarší dějiny a vznik města

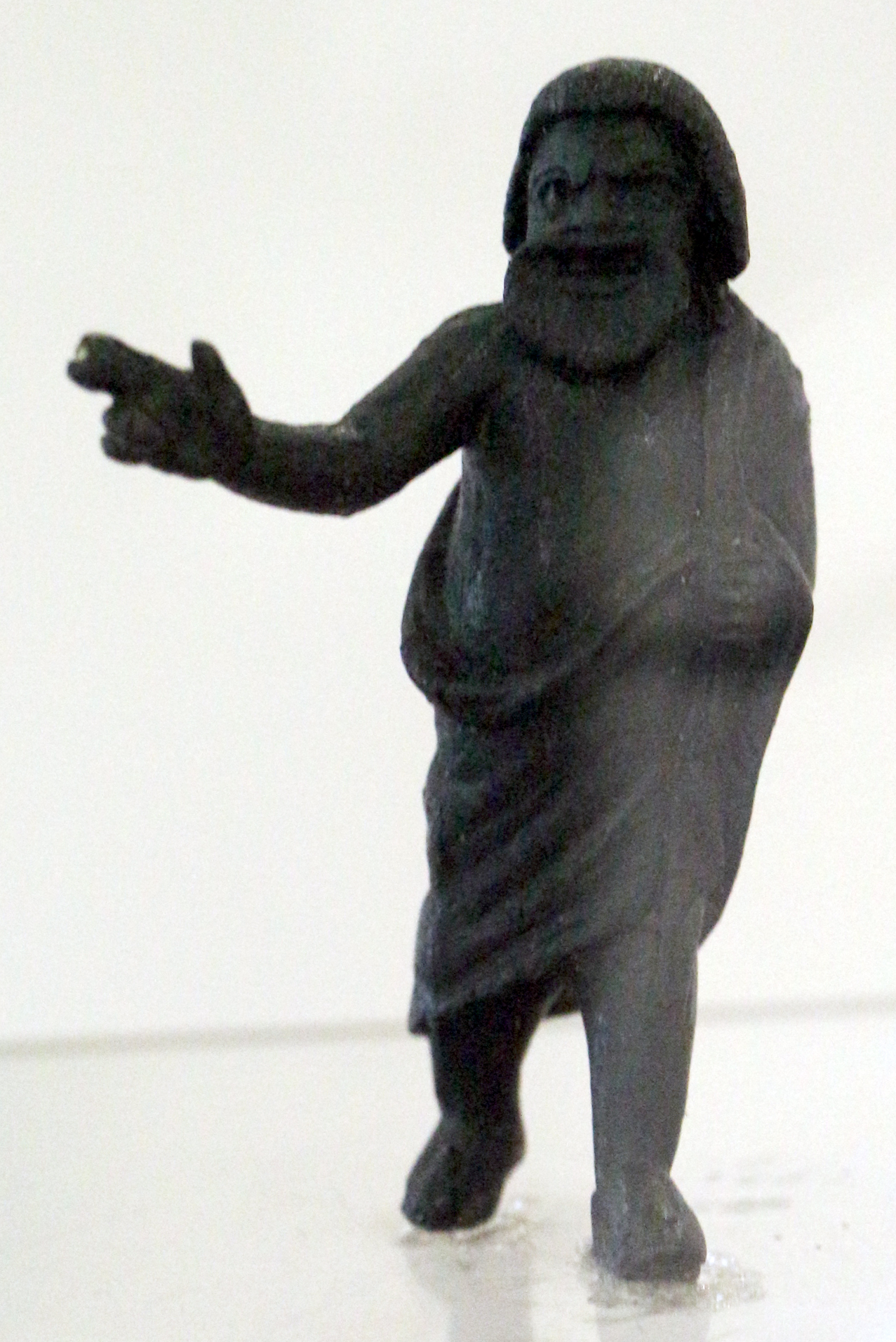
Nejstarší nálezy z oblasti v černohorském muzeu v Podgorici.

O vzniku Podgorici panují mezi odborníky rozdílné názory, především kvůli kusým informacím a několika různým archeologickým nalezištím v oblasti. Město se ve své dnešní podobě nachází na křižovatce několika důležitých historických cest, v blízkosti řek Zeta, Morača, Cijevna, Ribnica a Sitnica, v rozlehlém údolí Skadarského jezera a údolí Bjeloplavićského, blízko pobřeží Jadranu, v úrodných nížinách s příznivým podnebím.
Nejstarší dochované zmínky o osídlení pocházejí z pravěku, konkrétně z pozdní doby kamenné. V Ilýrii byla tato oblast mezi Zetskou nížinou a Bjeloplavićským údolím osídlena dvěma ilyrskými kmeny – Labeáty a Dokleáty. Labeáti zde nechali zbudovat pevnost s názvem Medun. Archeologické naleziště v místě této pevnosti se nachází cca 13 km od současného středu města. Populace města byla mezi 8 000 a 10 000 obyvateli a byly zde vyřešeny všechny otázky tehdejšího moderního města. Díky obranné pozici, vhodné geografické poloze, příznivým klimatickým a ekonomickým podmínkám to bylo město velmi důležité.
V období vrcholu expanze a vlivu Římské říše se v lokalitě dnešní Podgorici, na ústí řeky Ribnicu do Morači nacházelo sídlo, které je v srbských, resp. černohorských zdrojích známé pod názvem Berzumno a v latině nejspíše neslo název Birzimium. Křížily se zde obchodní cesty, konkrétně se zde nacházela zastávka na trase ze Skadaru do Narony. O existenci sídla s dnes slovanským názvem Duklja (dle druhého uvedeného ilyrského kmene) přinesl svědectví geograf Ptolemaios. Římské město bylo vystavěno nejspíše v 1. století n. l. Osídlení se zde udrželo především díky úrodnému kraji v okolí řeky Morači.

## Raný středověk
Na začátku 5. století, v počátcích rozpadu Římského impéria, byla oblast dnešní Podgorici svědkem mnoha zajímavých událostí. Původní nejstarší opevnění města bylo nahrazeno novým a modernějším a město celé bylo kompletně přestavěno. Jistý vliv na změny mělo i zemětřesení, které jej postihlo v roce 518. Zánik mu poté přinesl nejspíše rok 602, odkud pochází poslední záznam o původním sídle.
Po příchodu Slovanů na Balkán došlo k jejich zapojení do neustálých konfliktů s Byzantskou říší. Zároveň zde vznikl nový stát. Výsledkem toho bylo postavení pevnosti pojmenované pravděpodobně po řece Ribnica, nejspíše v 11. století. První zmínka o pevnosti pochází z dob vlády srbské královské rodiny Nemanjićů. Důležitost pevnosti spočívala v její pozici strážce křižovatky a v komunikaci se západem. S centrem v této oblasti Slované vytvořili zcela nový stát s vlastní kulturou a uměním, plně odpovídající podmínkám středověké společnosti.

## Vrcholný středověk a příchod Turků

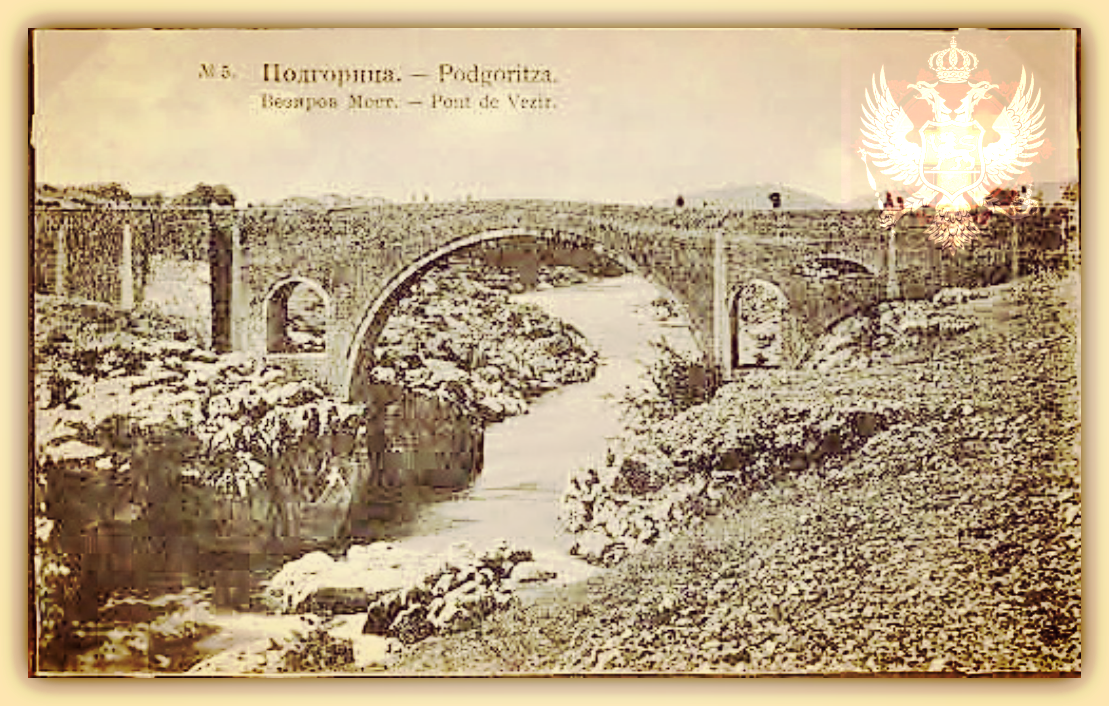
Vezírův most, který byl zničen za druhé světové války.

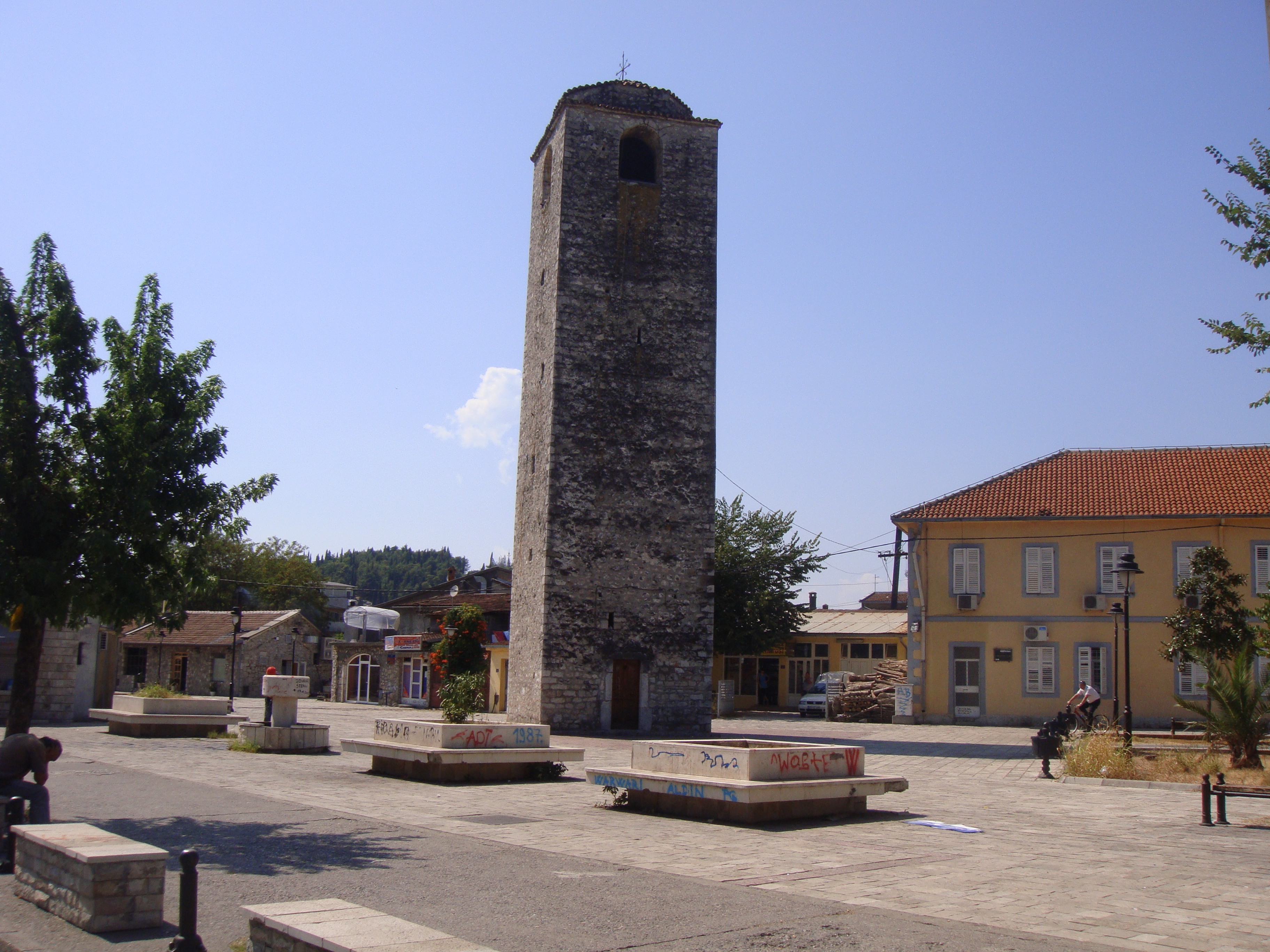
Hodinová věž (sahat kula).

Jméno Podgorica je poprvé zmíněno v roce 1326 v dokumentu soudního archivu v Kotoru. Český historik a balkanista Konstantin Jireček poté dohledal jeho další záznam o obchodnících s obuví a kůží z roku 1330. Vzhledem k tomu, že historické důkazy o existenci města ve 14. století jsou však velmi kusé, dospěli různí regionální historikové do rozdílných závěrů o tom, kde se město nacházelo, v jaké podobě existovalo apod. Neexistují např. záznamy o dopadu epidemie moru z poloviny 14. století na obyvatelstvo města. Lze však předpokládat, že do té doby byla Podgorica relativně hospodářsky silným městem; dobře vyvinuté obchodní stezky mezi Dubrovníkem a říší Nemanjićů vedly přes Nikšić a Trebinje do Podgorici, kde byla důležitá obchodní zastávka. To posílilo její vývoj, ekonomickou moc, vojenskou sílu a strategický význam.
V této době zde bylo rozšířené pěstování vína. Vinné révě se dařilo až do nadmořské výšky cca 800 m n. m. Pěstováno bylo také ovoce, nicméně jen v malém množství a v rámci vinných sadů. Na počátku 15. století se stala správním střediskem tzv. Horní Zety, zatímco město Bar mělo tuto roli pro jižní část státu.
Obsazení území Osmanskou říší roku 1474 pozastavilo rozvoj města. Osmanští Turci zde postavili velkou kamennou pevnost s šesti baštami (tabija) a charakter obchodního města se změnil na obrannou pevnost proti kočovným kmenům. Do města vedly čtyři brány. Přítomné bylo vojsko. Pevnost (kale) existovala jako oddělená entita od podhradí (varoš). První turecké záznamy z konce 15. století evidují obec jako vesnici, ve které žilo pouhých patnáct rodin. Většina obyvatel před Turky utekla; do období dobývání Zety ze strany Osmanů zde stálo okolo tisícovky domů. K obnově města došlo v druhé polovině století šestnáctého; v roce 1582 bylo napočítáno 317 rodin, které žily ve městě.
| „                                                       | Pevnost čtyřúhelníkového tvaru je postavena z kamene a opatřena mocnými baštami, střílnami a předprsněmi. Pevnost ovládá velitel se 700 statečnými muži, kteří denně svádějí boje s Černohorci. V pevnosti je 300 chatrčí, jedna mešita, sýpky na pšenici, sklad munice, děla a cisterny. Jiné stavby, jako jsou han, medresa, hamam a bazar tu nejsou." | “ |
| — Úryvek ze zprávy tureckého cestovatele ze 17. století | |   |

Během období turecké nadvlády byl růst a rozvoj města velice skromný. Ve městě často propukaly epidemie (např. moru) i povstání obyvatel proti cizí nadvládě i vysokým daním. Rozšířená byla malárie vzhledem k blízkosti bažin (např. i na březích nepříliš vzdáleného Skadarského jezera).

## 19. století

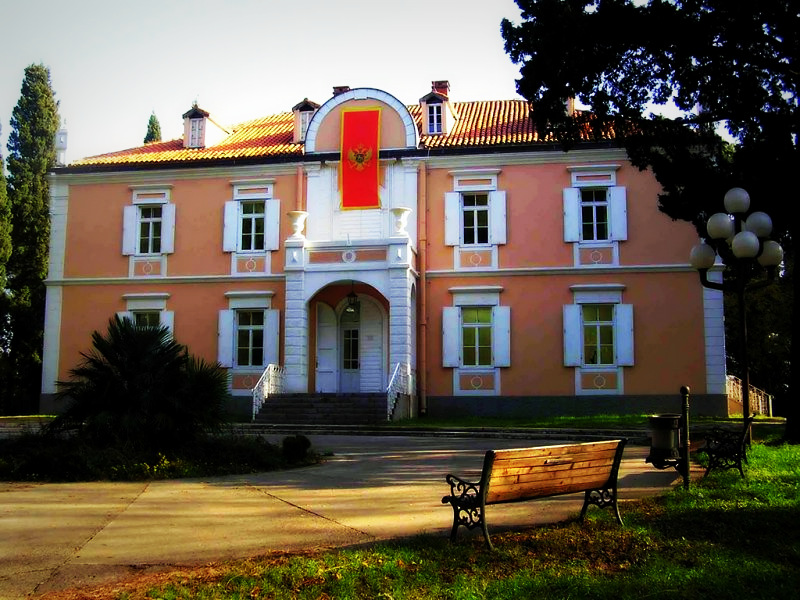
Královský palác z 19. století.

V roce 1832 uskutečnil černohorský panovník útok na oblast Zety a Podogorici, město ale nezískal.
V roce 1864 se Podgorica stala jedním z okrsků Skadarského kraje pod názvem Böğürtlen (v albánštině známý jako Burguriçe). V srbských zdrojích je uváděna pod názvem Depedogen. V 19. století pevnost splynula s předhradím v jeden urbanistický celek.
Berlínský kongres v létě roku 1878 stanovil mezinárodní uznání nezávislosti Černohorského knížectví a připojení Podgorici k zemi. Toto datum znamenalo konec čtyřsetleté osmanské nadvlády a počátek nového rozvoje města. Turci po sobě nezanechali větší počet památek; Podgorica nikdy nebyla během turecké nadvlády příliš významným městem; mezi existující stavby patřily stavby vojenské, řada mešit, hodinová věž z 18. století, dům vakufu (nadace) a Vezírův most, zničený během bombardování v závěru druhé světové války. Město, které však Černohorské knížectví získalo, bylo ve své podstatě nábožensky rozdělené, neboť kromě pravoslavných a římských katolíků se zde udržel v malém, byť neoddiskutovatelném zastoupení, i islám.
Podgorica se začala rychle rozrůstat a stala se silným městem na trhu. Za vlády Nikoly I. Petroviće-Njegoše, knížete a později krále, se zaznamenává také první růst kapitálu. O obrovský kulturní rozkvět Podgorice se zasloužila manželka Nikoly I. Milena Vukotić, kněžna a královna černohorská a velkovévodkyně Podgorická. Ta si město velice oblíbila a na její přání zde byly postaveny nové budovy, parky i instituce. V roce 1889 zde byl právě na náklady kněžny Mileny vystaven Zimní královský palác s rozlehlou královskou zahradou, kde trávila královská rodina pravidelně každou zimu.
V roce 1879 byl za pomoci ruských odborníků připraven první moderní územní plán, který předpokládal transformaci orientálního sídla do podoby evropského města. Už ten předvídal vznik pravidelné uliční sítě, která byla realizována nakonec o několik desetiletí později.

## 20. století

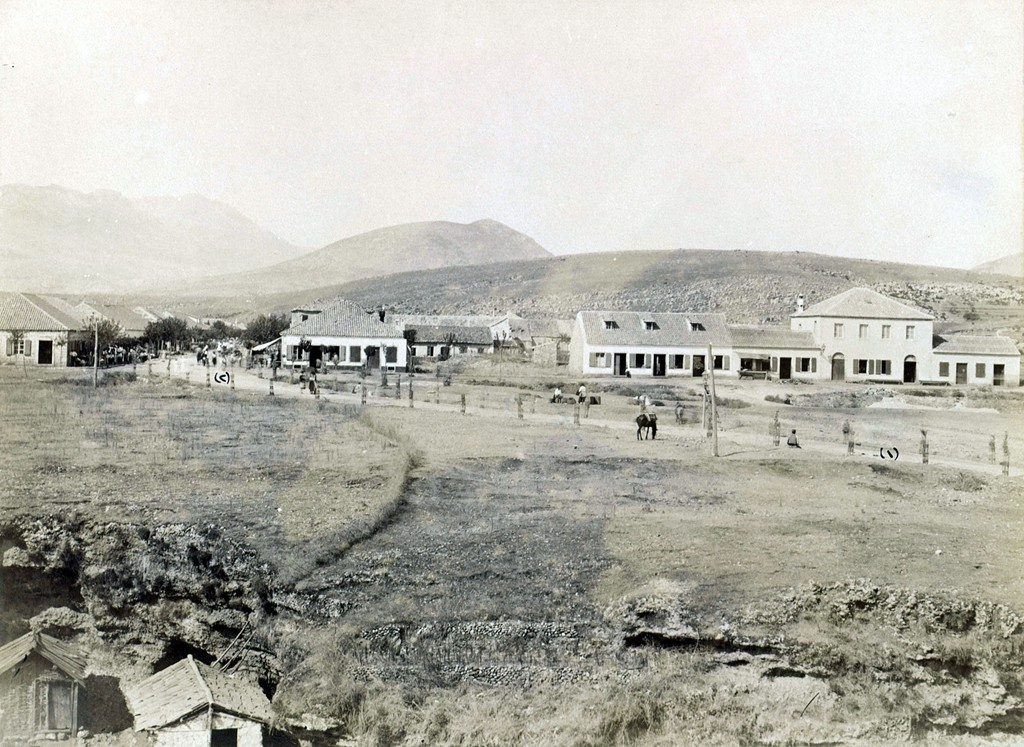
Pohled na část města na přelomu století.

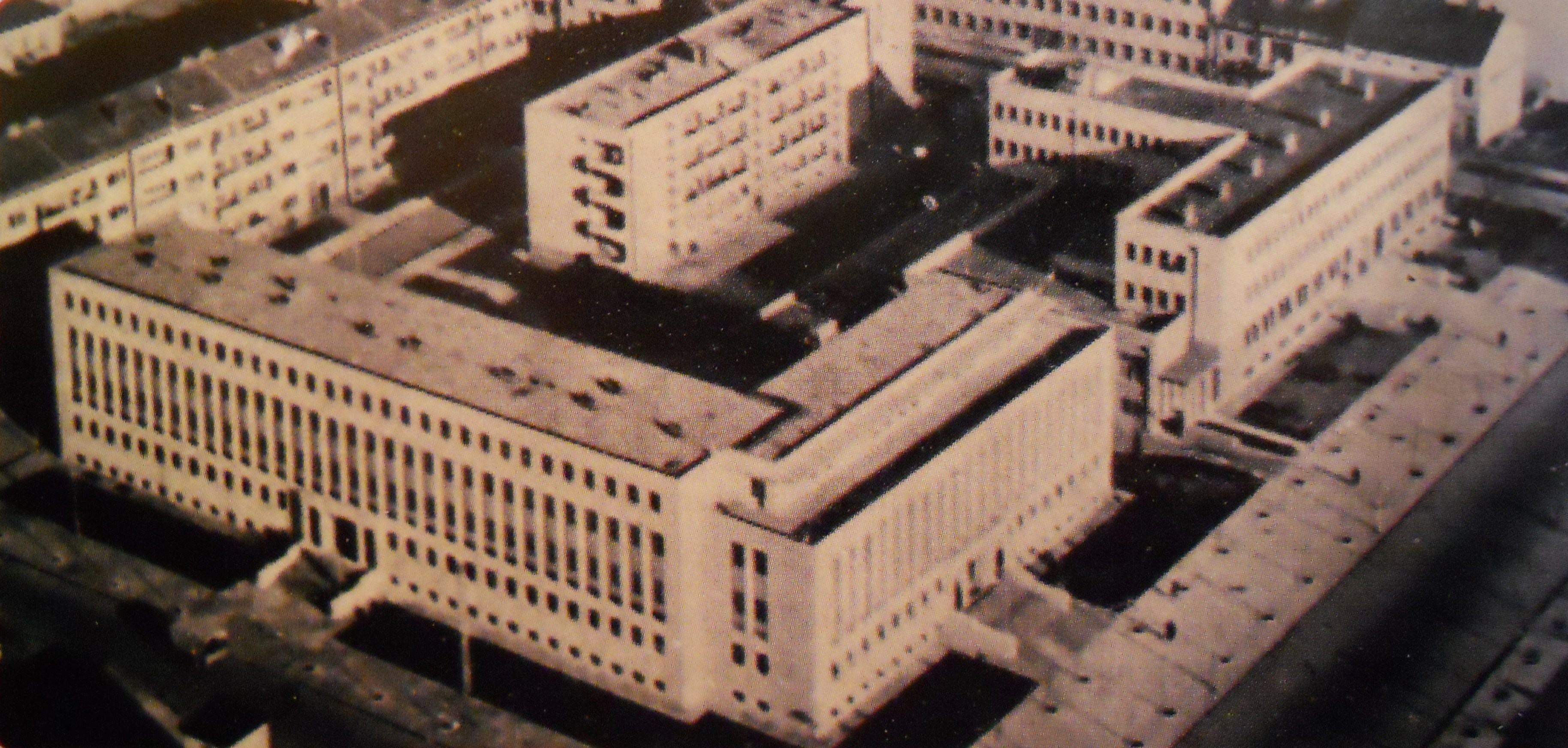
Budova Skupštiny Černé Hory na letecké fotografii z 60. let 20. století.

Postupně se z Podgorici do všech ostatních měst stavěly zpevněné silnice, v roce 1902 zde vznikla společnost na zpracování tabáku, město bylo také velice známé díky pěstování vinné révy, zpracování hedvábí a chování včel. V roce 1904 zde byla založena Zetská spořitelna, první významná finanční instituce tohoto typu a o dva roky později vznikla Podgorička banka, která spolu s tabákovou firmou funguje dodnes.
Po vyhlášení Království Černohorského v roce 1910 se město začalo rozvíjet ještě více a v roce 1911 zažila Podgorica svůj zlatý věk. Stala se největším městem monarchie a po Cetinji, tehdejším hlavním městě, druhou nejvýznamnější metropolí země a důležitým městem na Balkáně. Stara Varoš – podgorické staré město z osmanských dob se proměnilo z typické tržištní části města na část plnou úzkých uliček s kavárnami, vznikla zde také první čajovna na pobřeží Jadranu. Nikola I. nechal postavit novou velkou tržnici na Novém městě; na jejím místě dnes stojí Náměstí Republiky.
První světová válka znamenala konec dynamického rozvoje Podgorici. V letech 1916–1918 bylo město, stejně jako zbytek země, obsazeno rakousko-uherskými jednotkami. Po osvobození spojenci se srbské a černohorské armádě podařilo zajmout na pět tisíc rakousko-uherských vojáků.
Kromě toho zde také zasedala kontroverzní a protizákonná Podgorická skupština, jejíž zasedání proběhlo v budově podgorické tabákové společnosti. Skupština ustanovila konec vlády dynastie Petrovićů-Njegošů, krále Nikolu I. sesadila z trůnu a ukončila nezávislost Černé Hory, která byla sloučena se Srbskem a později začleněna do Jugoslávského království. Mezi dvěma světovými válkami žilo v Podgorici okolo 13–17 tisíc obyvatel. Dvacet let relativního klidu a míru však nepřineslo městu větší prosperitu, především kvůli jeho odlehlosti od zbytku nového státu a také nedostatku prostředků jugoslávského království pro stavbu potřebné infrastruktury. Jugoslávský stát, který se potýkal s nerovnoměrnou mírou rozvoje (relativně rozvinutým severním krajům, které zdědily mnohé z období Rakousko-Uherska a méně rozvinutými oblastmi jižními s tureckým dědictvím) ani nepočítal s výstavbou železnice do Podgorice. Dráha měla směřovat do Černé Hory přes město Nikšić do přístavu Kotor. První civilní letadlo přistálo v Podgorici v roce 1930 a později zde bylo postaveno malé letiště.
V letech 1922 až 1929 byla Podgorica jedním ze sídel tzv. okruhů (správních jednotek), kterých se v Království Srbů, Chorvatů a Slovinců nacházelo celkem 33. Poté byl tento útvar rozpuštěn a město bylo začleněno do tzv. Zetské bánoviny, jejímž centrem byl stanoven Dubrovník.
Druhá světová válka byla pro Podgorici hotovým utrpením. V závěrečných letech bylo snadným cílem bombardování. Probíhalo od roku 1943 na žádost partyzánské armády. Hlavním cílem bylo Letiště Ćemovsko polje, které ve válce hrálo důležitou roli. Důvodem pro bombardování bylo stahování německých vojsk z jugoslávského vnitrozemí, na letišti se uskutečňovalo soustředění jednotek. Vzdušné útoky si vyžádaly život přes 4100 obyvatel a zbytek města změnil v sutiny. Většina obyvatel města unikla do okolních vesnic, nebo se skrývala v jeskyních v kaňonu řeky Morači. V letech 1941–1944 byla Podgorica součástí nezávislého Druhého Černohorského království, kontrolovaného Fašistickou Itálií. Válečné škody byly odhadnuty na výši 1,06 miliardy tehdejších jugoslávských dinárů; zničeno bylo okolo 80 % bytového fondu Podgorice a též i skromná infrastruktura.
Město bylo osvobozeno 19. prosince 1944 a pod jménem Titograd se 13. července 1946 stalo hlavním městem nově vzniklé Socialistické republiky Černé Hory – v rámci SFRJ. Název Titograd navrhl sám Milovan Đilas; jediné hlavní město jugoslávské republiky, které neslo Titovo jméno, se nacházelo právě v Černé Hoře. Oficiálně město změnilo název dle vůle lidu a vůle (komunistické) strany.
Prvním poválečným úkolem byla obnova válkou zničeného města a jeho přestavba do podoby skutečné metropole jedné ze šesti jugoslávských republik. Poválečné územní plány (první přijat v roce 1946, další v letech 1950 a 1946) předvídaly vznik bytových domů v řadách obklopených parkem. Na rozdíl od obdobného návrhu z konce 19. století však nový projekt pracoval s rastrem 90x120 m pro jednotlivé ulice, což více odpovídalo potřebám doby a vzniku moderní městské zeleně. Ulice byly projektovány svírající pravé úhly, obdobně jako v řadě jiných balkánských měst, která procházela radikální přestavbou (např. Valjevo). Na obou březích řeky Morači a severně od původní Ribnice tak vzniklo nové město. Jeho součástí byly i budovy republikové správy a dalších úřadů. Novým středem města se stalo Náměstí Republiky v samotném středu matrice, vybudováno bylo také Národní divadlo a řada dalších kulturních objektů.
Výstavba nového města byla vnímána jako kompletní transformace sídla; orientálního a malého zaostalého města v moderní metropoli s bytovými domy, širokými ulicemi, průmyslem a železničním spojením. Tuto skutečnost právě podtrhovala změna názvu města. Titograd (v některých starších dokumentech se objevoval i název Titovgrad) měl být zcela novým městem. Nové centrum Podgorici bylo známé také pod názvem Mirkova Varoš/Миркова Варош.
Později je doplnila i panelová sídliště na jihu a západě města. Na východě vzniklo nové železniční nádraží, které doplnilo i autobusové. Vlakové spojení získala Podgorica prostřednictvím trati Bělehrad–Bar s Barem v roce 1959 a s Bělehradem roku 1975. Na stavbě tratí byly nasazeny mládežnické brigády; tisíce mladých v horku a nehostinném terénu s minimální technickou pomocí vybudovali několik tratí, mimo jiné později i do Nikšiće a na jih do Albánie. V 70. letech i později zde vznikla i řada budov v brutalistním stylu, např. Kostel Nejsvětějšího srdce Ježíšova, Hotel Podgorica, budova univerzity, nebo budova Předsednictva Černé Hory. Zvlášť atraktivním místem pro novou výstavbu se ukázal být kaňon řeky Morači, kde vyrostly mimo jiné i zdravotní (Klinické centrum Černé Hory) nebo sportovní zařízení (Sportovní centrum Morača). Světlo světa spatřily velkolepé třídy se čtyřmi jízdními pruhy obklopené bytovými bloky (např. ulice Oktobarske revolucije, Bulevar Svetog Petra Cetinjskog nebo Bulevar Revolucije). Mnohdy tyto třídy do sebe inkorporují okolní, organicky vzniklou původní zástavbu. Na vzdálenějších okrajích města, např. na východním, byly postaveny rozsáhlé kolonie rodinných domů. Zřízeny byly nové parky (např. Zlatica nebo les Tološi).

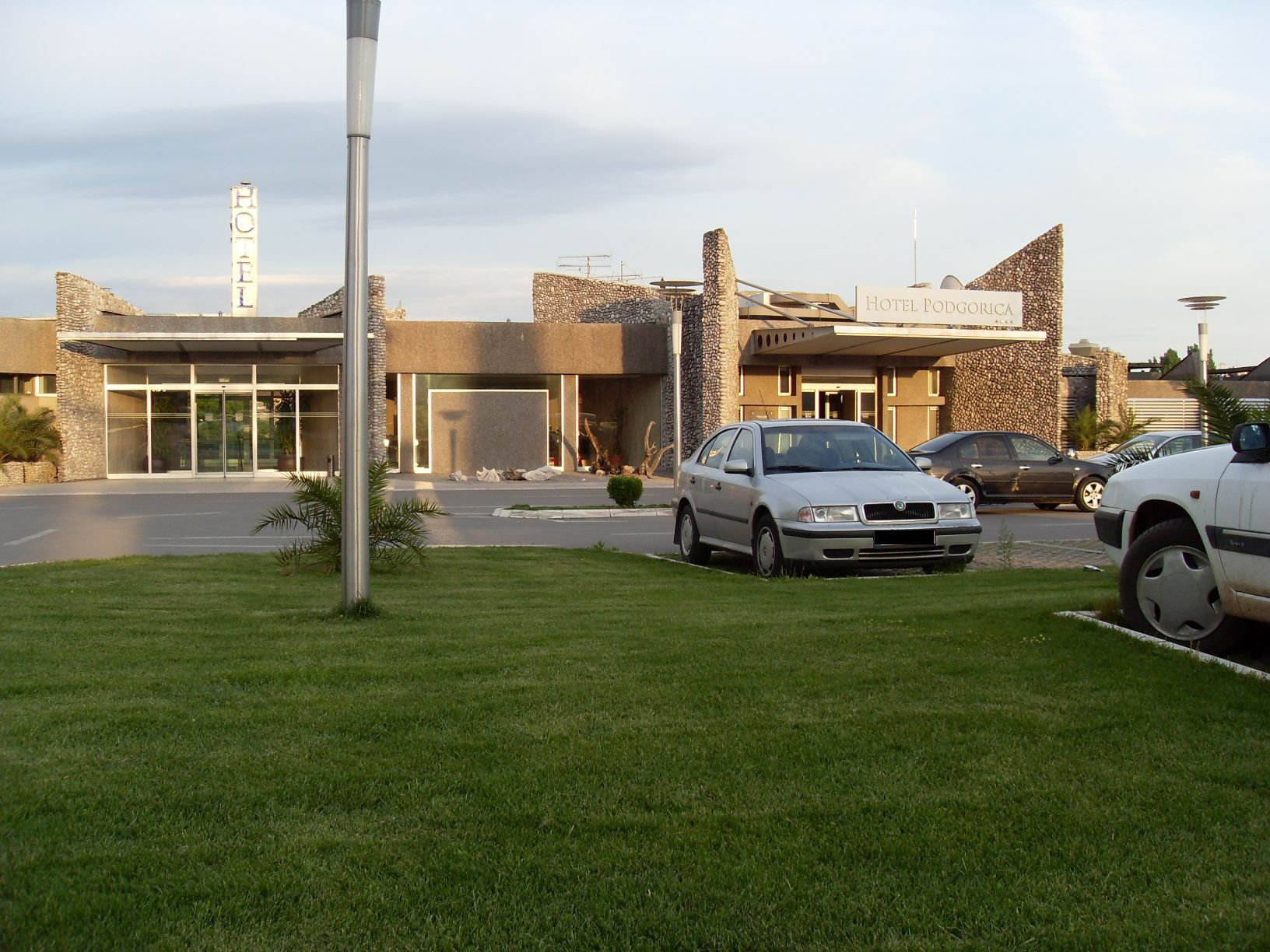
Hotel Podgorica
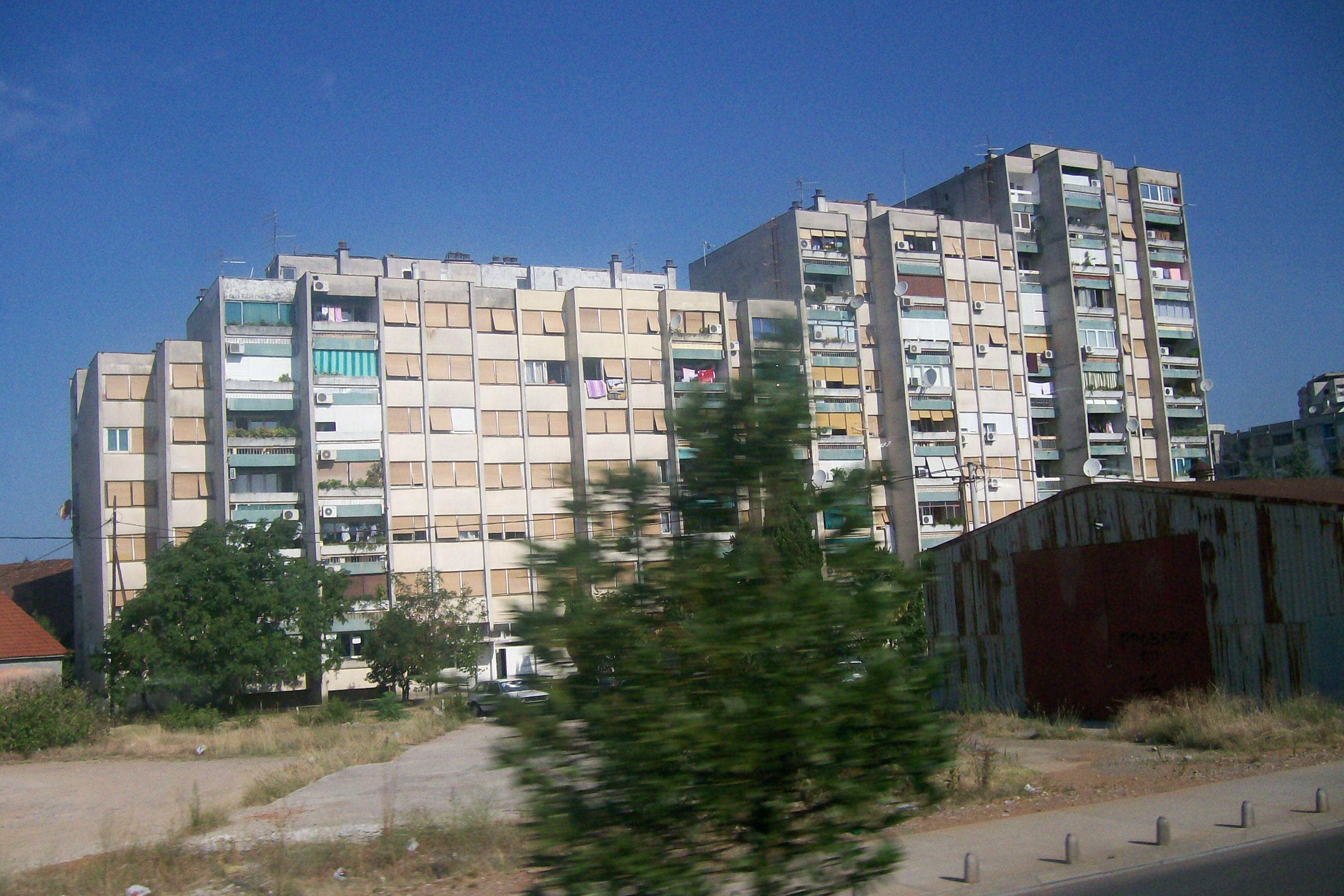
Obytné bloky
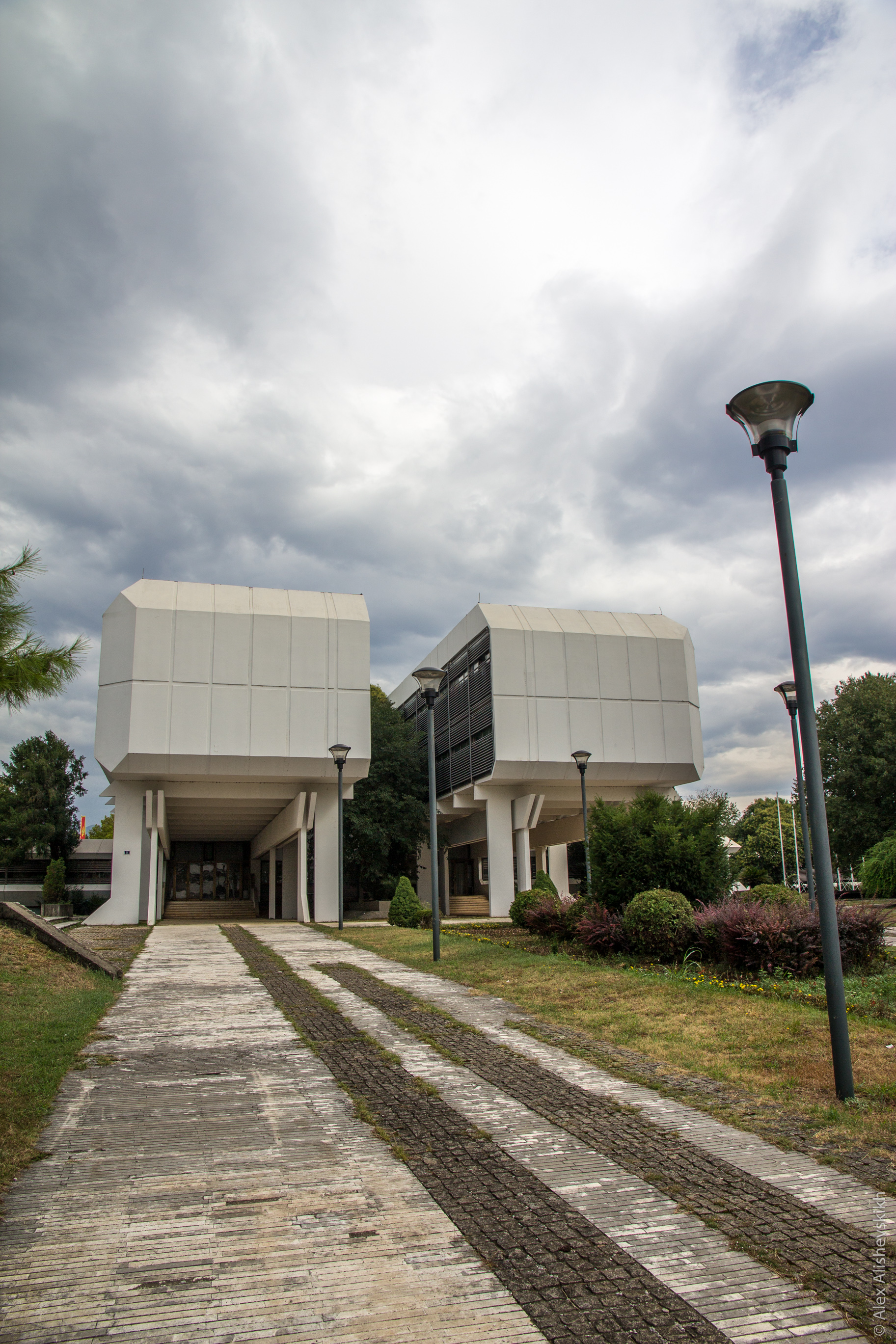
Budova republikové vlády
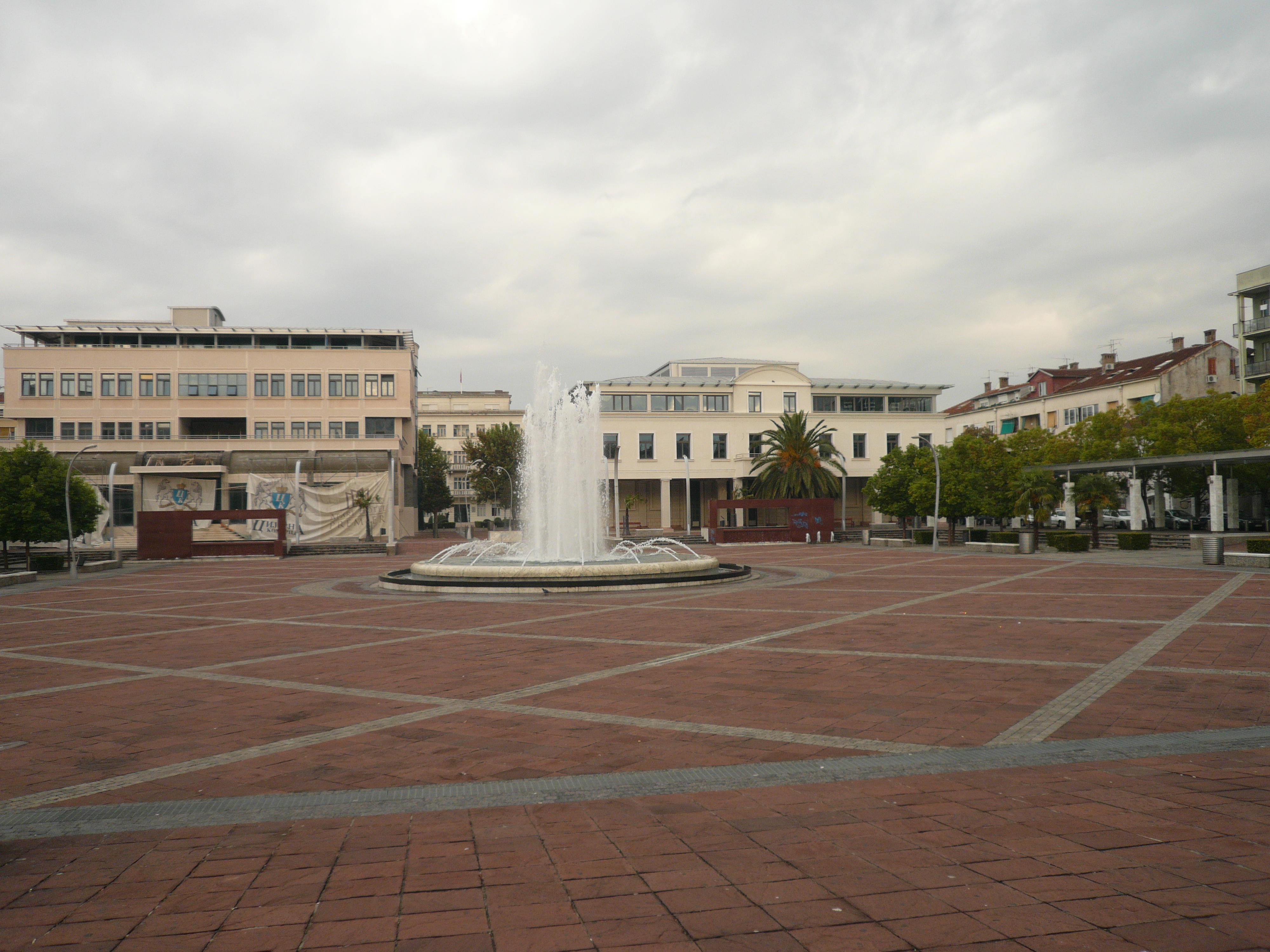
Náměstí republiky.
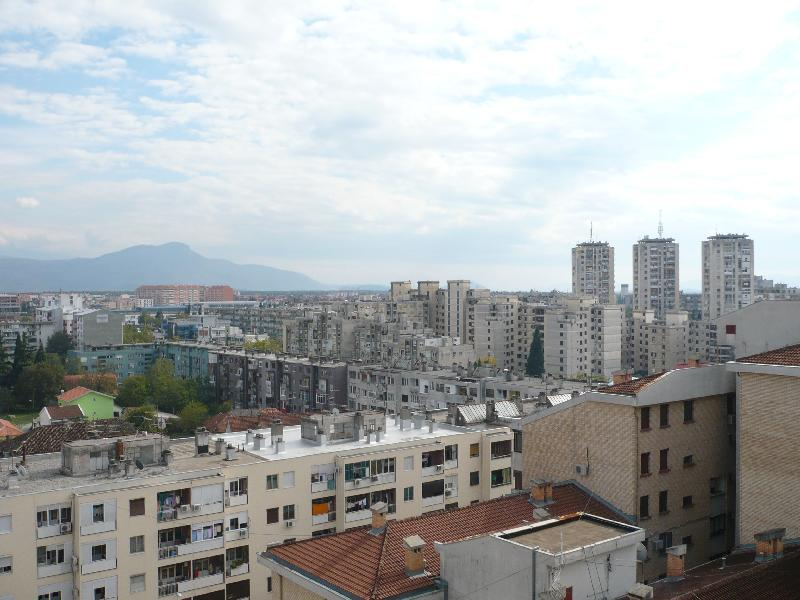
Pohled na město
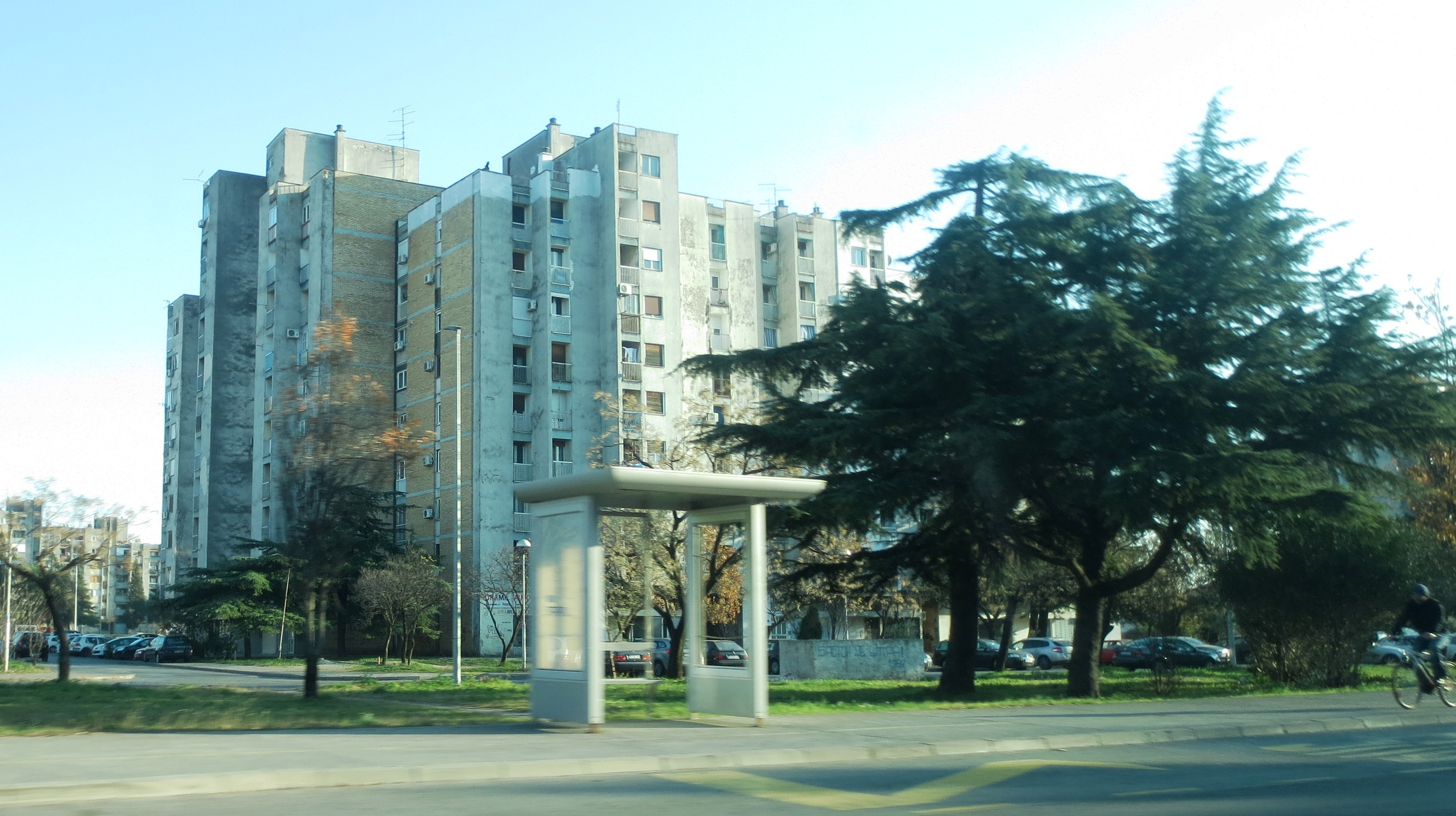
Obytný blok.
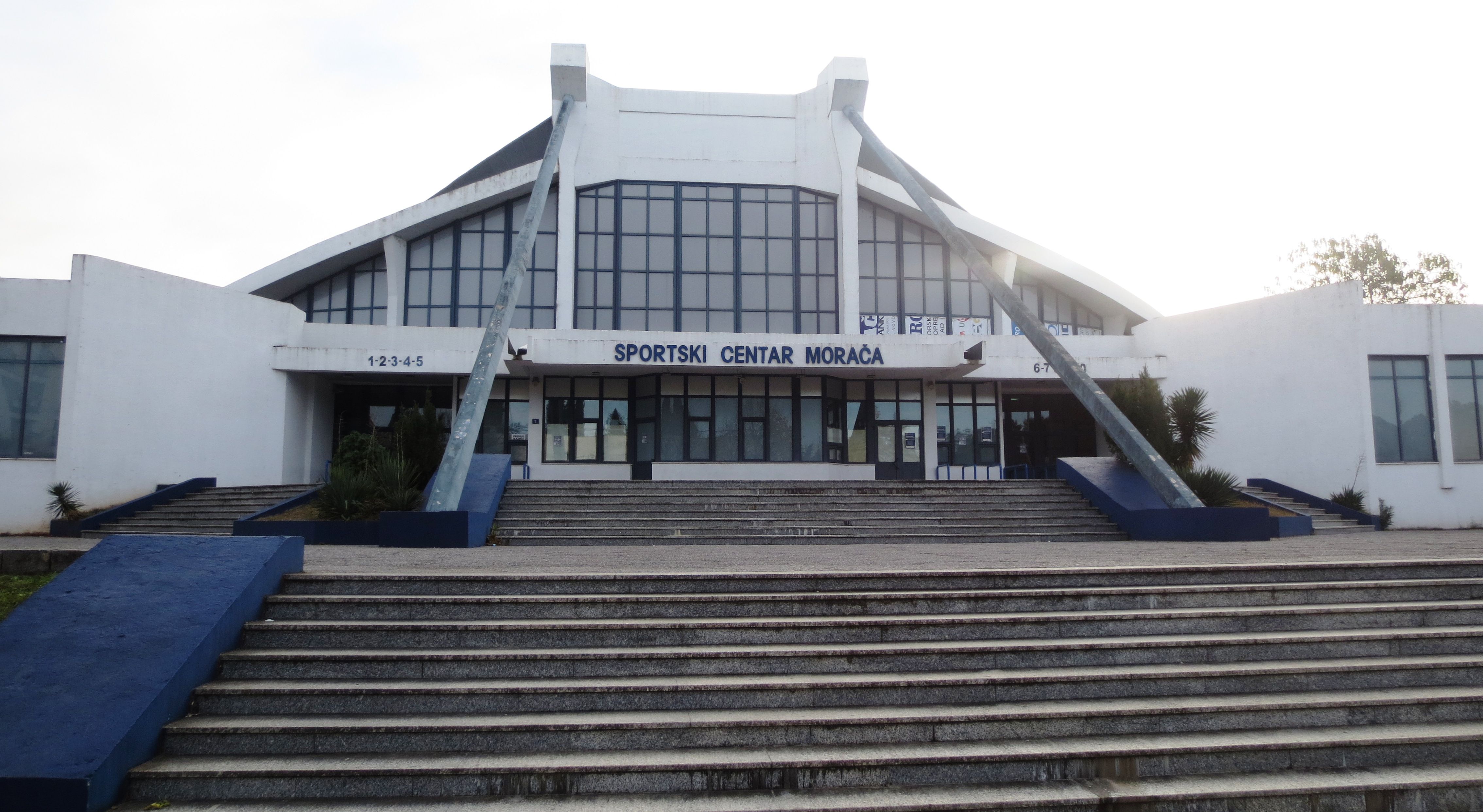
Sportovní centrum Morača.

I v dalších oblastech znamenala poválečná léta pro Podgorici období rychlého rozvoje – dramaticky se zvýšila populace, město se začalo silně industrializovat. Hlavními zaměstnavateli se staly rozsáhlé továrny – závod Radoje Dakić a Marko Radović, Titex, továrna na výrobu tabáku a další. Příchod dělníků do města poté zajistil stabilní růst obyvatel.
V roce 1950 byla v místní továrně na tabák zřízena první dělnická rada, která měla zavést samosprávu do fungování jugoslávských podniků. Zlepšena byla také infrastruktura. Stalo se obchodním, socio-ekonomickým a kulturním centrem země. Roku 1945 zde byla založena kulturní společnost Budy Tomotfiće. Od roku 1964 začal být z Podgorice (Titogradu) šířen televizní signál. Rádio a televize Podogrica získaly moderně vybavenou budovu. V roce 1977 bylo otevřeno modernizované letiště v Golubovcích. Roku 1974 byla v Podgorici otevřena univerzita. Její vznik odpovídá časově období decentralizace vysokého školství v Jugoslávii a vzniku vysokých škol ve všech republikových a oblastních metropolích a také v dalších větších městech všech šesti bývalých jugoslávských republik.
Když se na konci 80. let 20. století začala socialistická Jugoslávie rozpadat, pokrok a růst se již po několikáté v historii zastavil. Poslední dokument územního plánování, který byl v období socialismu schválen, dimenzoval Podgorici jako město se sto čtyřiceti pěti tisíci obyvateli do roku 1991. Společenské změny však nabraly rychlý ráz. V závěru 80. let se i zde odehrály některé demonstrace, které zapadaly do celkové atmosféry politických změn a nespokojenosti, pro které se později vžil název Protibyrokratická revoluce. Do Podgorice mířily davy dělníků, protestující z celé republiky i z dalších republik. Byl vyhlášen výjimečný stav.
Po rozpadu jugoslávského státu bylo dne 2. dubna 1992 rozhodnuto o návratu historického názvu města, který je používán dodnes. V tomto období činila formální rozloha města cca 10 % území celé Černé Hory.
Jugoslávské války se sice Černé Hoře víceméně vyhnuly, ale celá země byla ovlivněna politicky i ekonomicky. V Podgorici nastoupilo období silné hospodářské stagnace. Slabé instituce, ekonomický pád Svazové republiky Jugoslávie kvůli konfliktu a sankcím a příchod uprchlíků z dalších částí rozpadajícího se státu měly za následek pokles kvality života ve městě, oslabení plánování v rozvoji města a vznik černých staveb. Na 90. léta 20. století bylo předpokládáno přemístění průmyslové zóny, která se nacházela příliš blízko centra, dále od města. Realizace projektu však byla jen částečná, vzhledem ke společenským obtížím. Objevil se tlak na ničení starých budov, nedostatečná míra památkové ochrany historických objektů a přibyly zásahy do nejstarší části města, která vznikla během období středověku a turecké nadvlády.
Během bombardování Svazové republiky Jugoslávie byla zasažena i Podgorica. Zařazena byla mezi primární cíle. Cílem měly být především průmyslové závody a infrastruktura, zasaženy byly ale mnohdy i civilní cíle a obytné domy.
Ekonomická situace se začala zlepšovat až na začátku 21. století, kdy se Podgorica ukázala jako moderní prozápadní město.

## 21. století
Po úspěšném referendu o černohorské nezávislosti v květnu 2006 se Podgorica stala hlavním městem nezávislé Černé Hory a byla upevněna její pověst regionálního střediska a zvýšen hospodářský význam. Došlo ke stavebnímu boomu, který znamenal vznik nových tříd a modernizaci starších budov a výstavbu řady nových kancelářských i dalších objektů, např. obchodních center (Delta Shopping Mall v r. 2008 a dalších). Vznikl také nový Chrám Kristova vzkříšení (vysvěcen roku 2013), který je jedním z moderních symbolů města.
Obnova probíhala decentralizovaným způsobem a nikoliv cestou komplexní přestavby, jako tomu bylo v albánské Tiraně po roce 2005. Nové stavby mají v řadě případů historizující prvky, které jsou v rozporu s modernistickým a utilitárním přístupem typickým pro období 60.–80. let 20. století.
V roce 2011 měla Podgorica 186 000 obyvatel, což představuje cca zhruba 1/3 obyvatel celé Černé Hory.

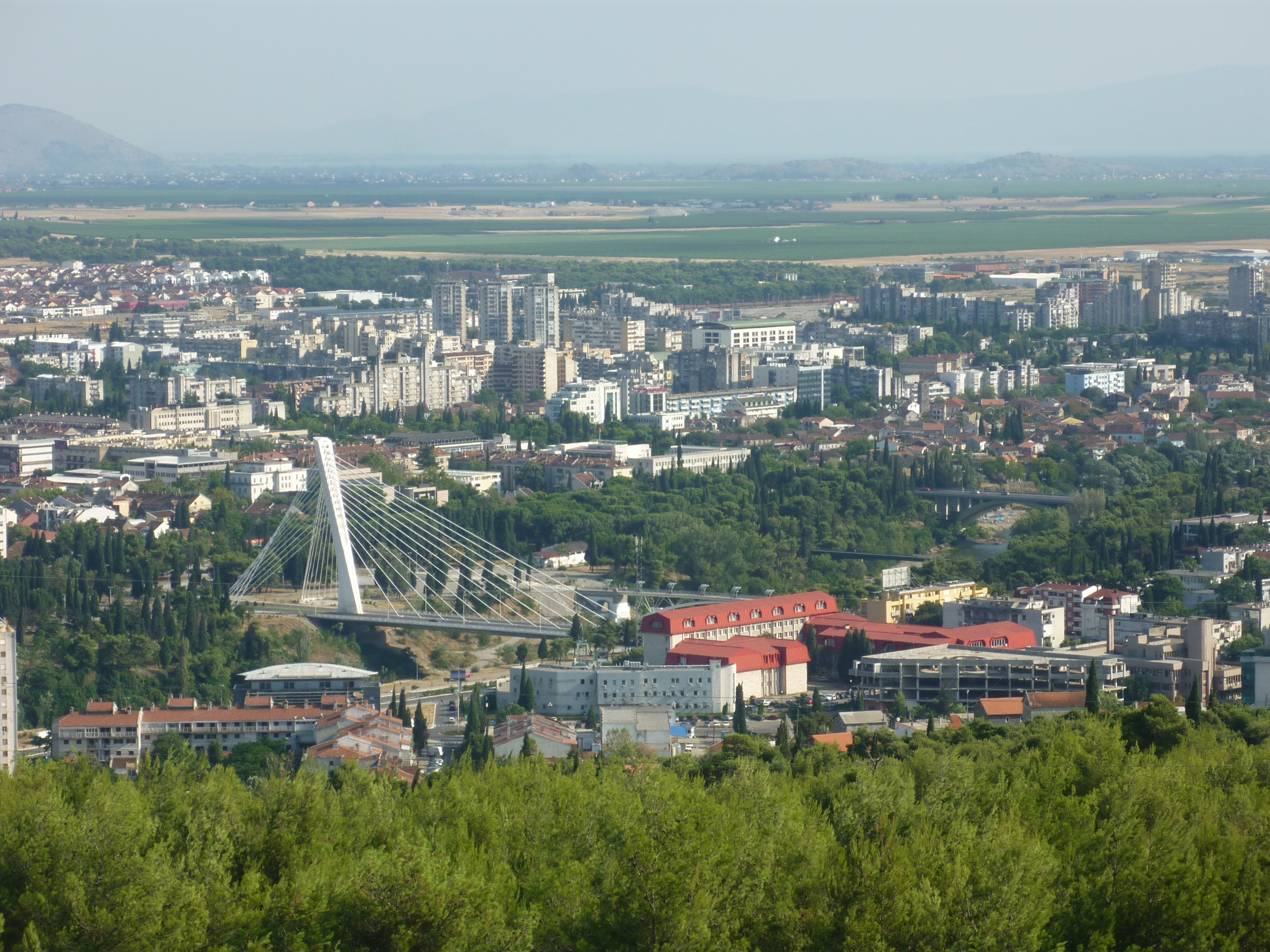
Město v roce 2009
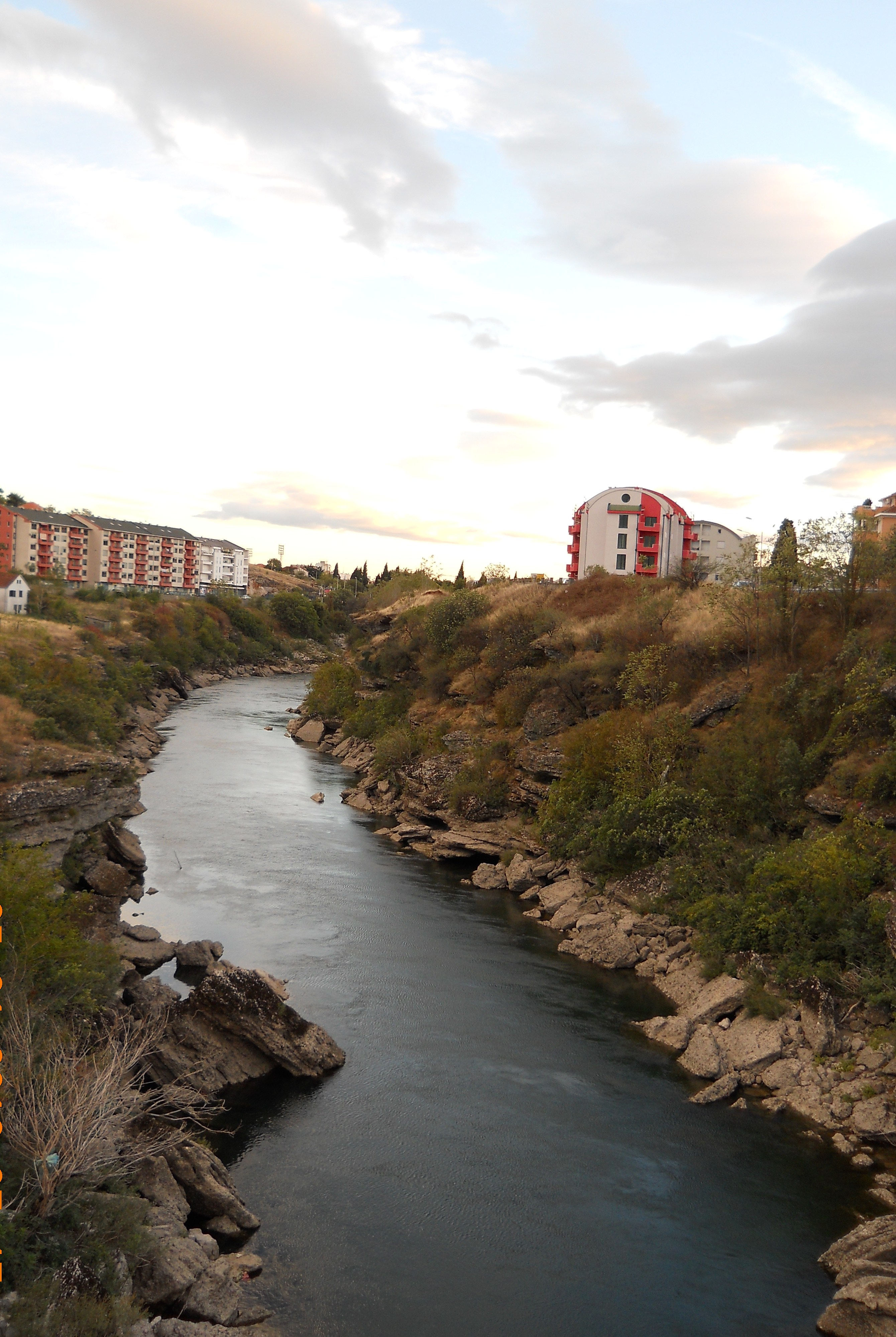
řeka Morača v Podgorici.
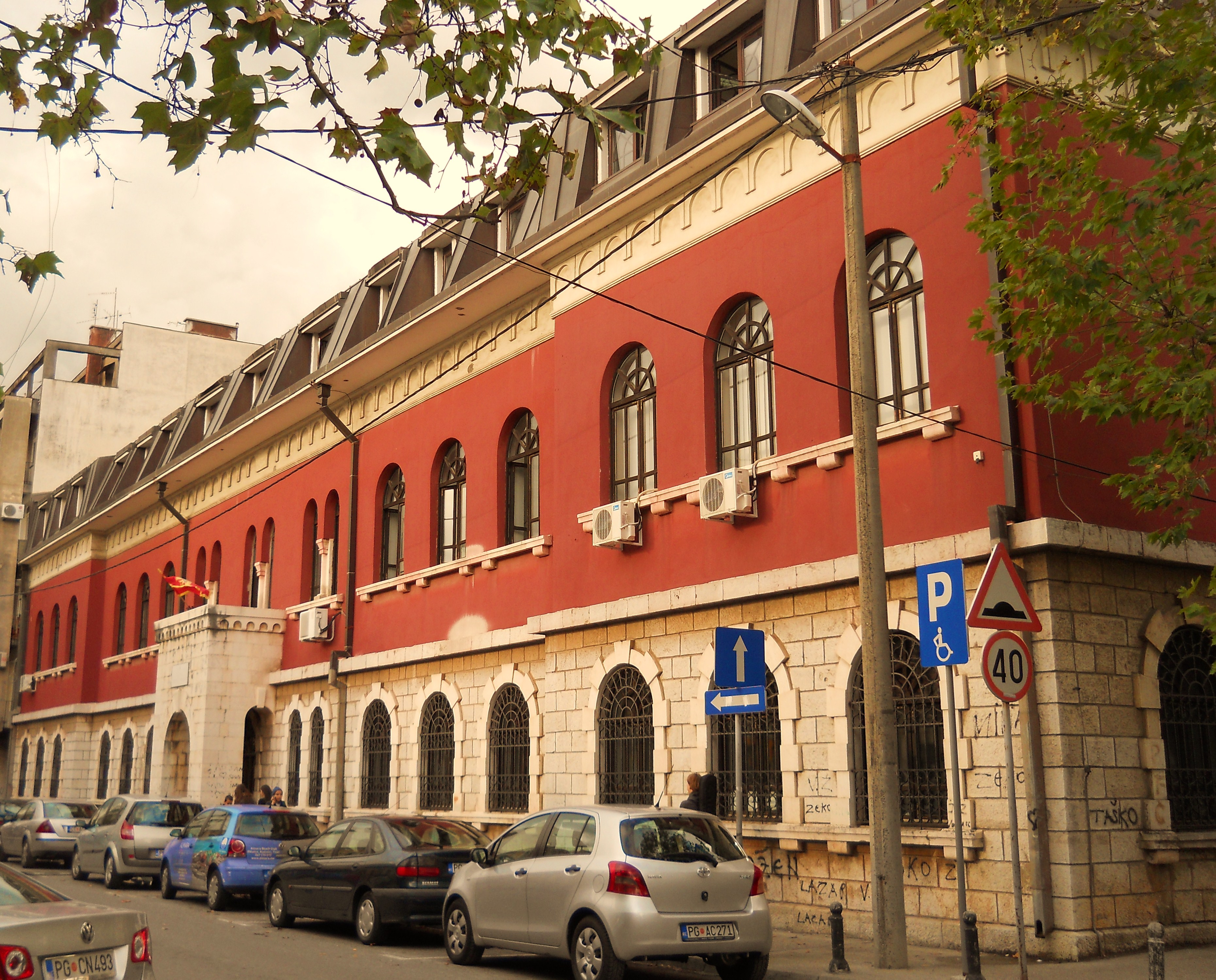
Hudební škola.
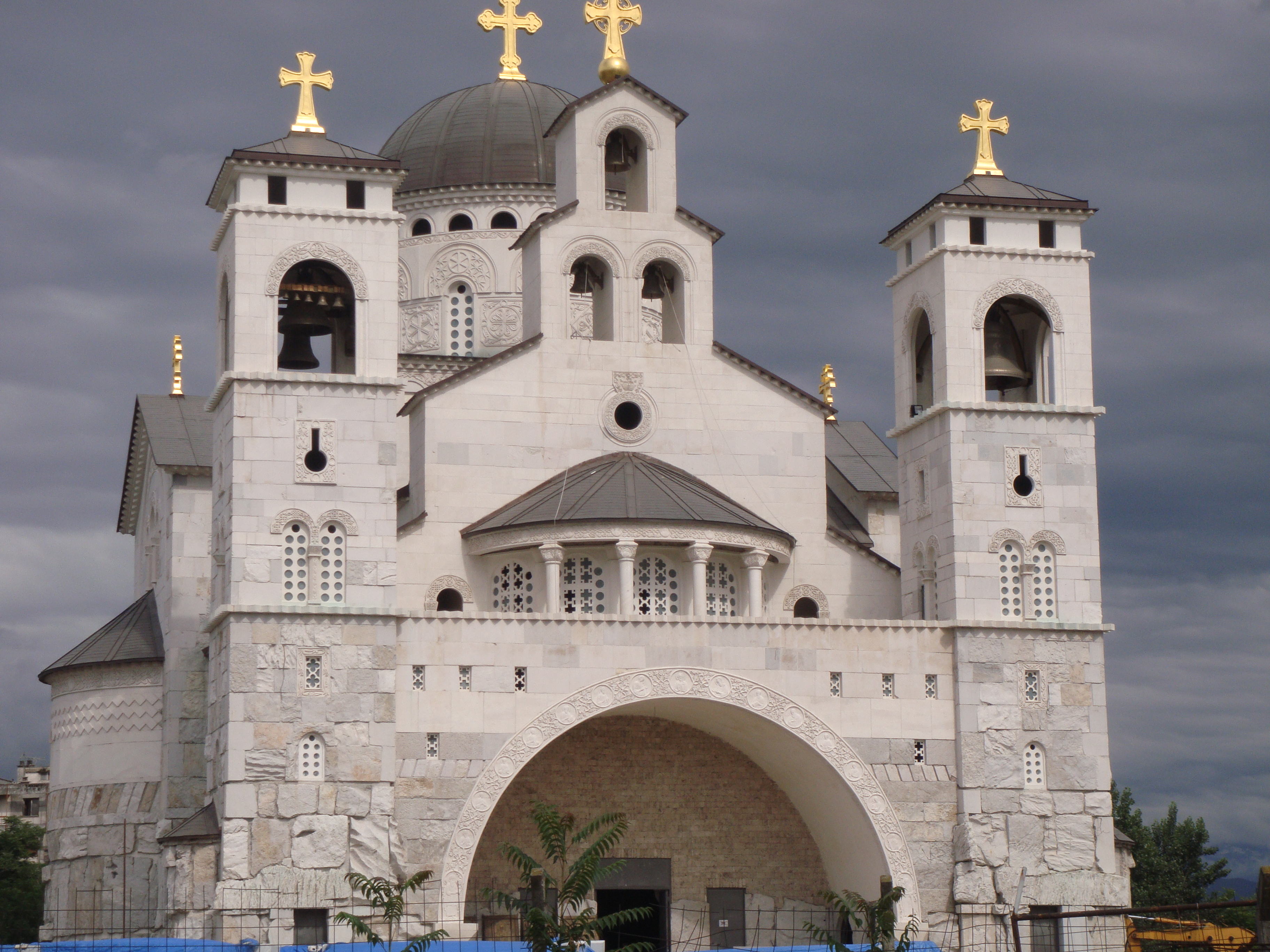
Chrám Kristova vzkřížení, dokončený roku 2013.
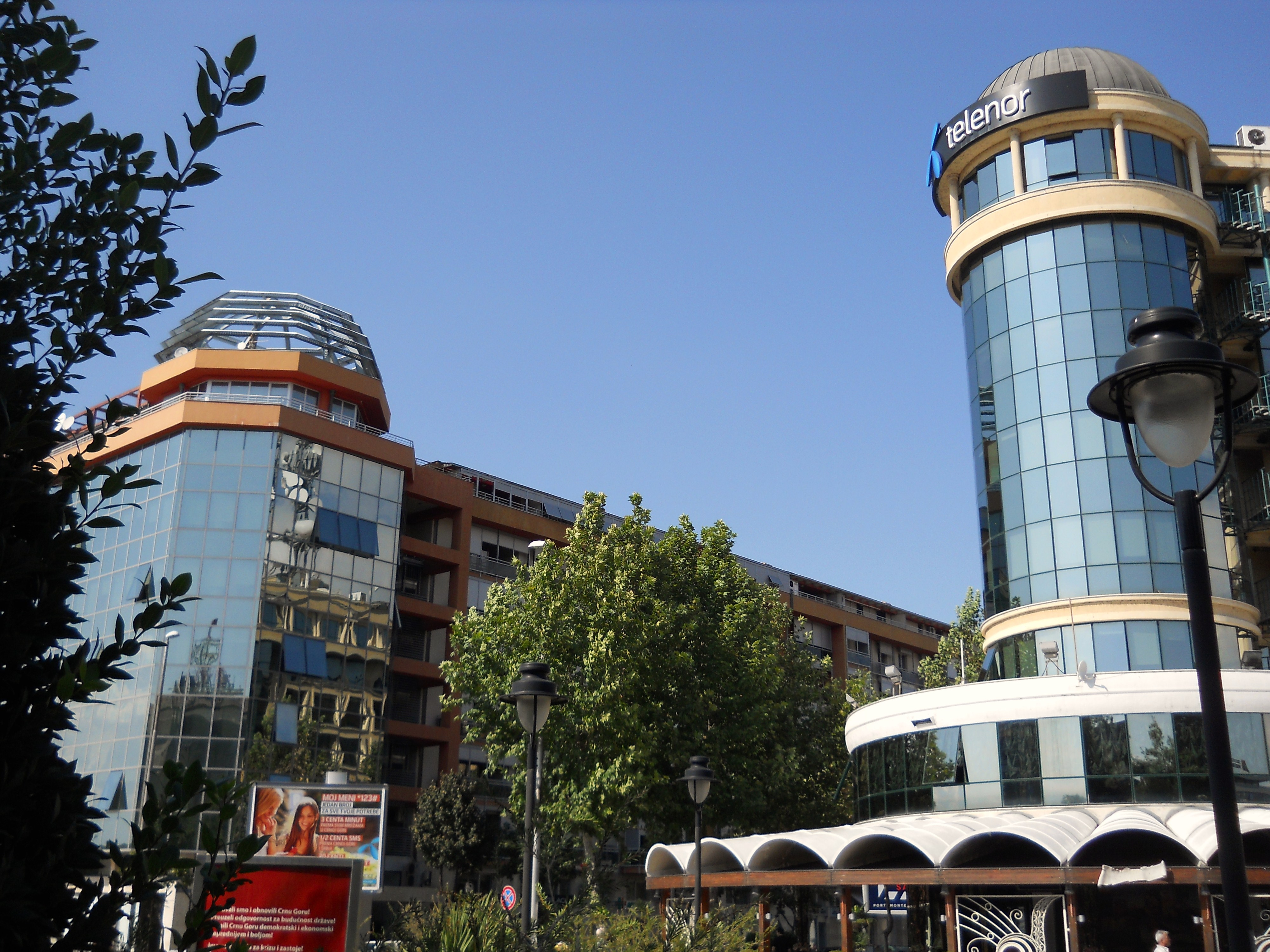
Moderní kancelářské budovy.
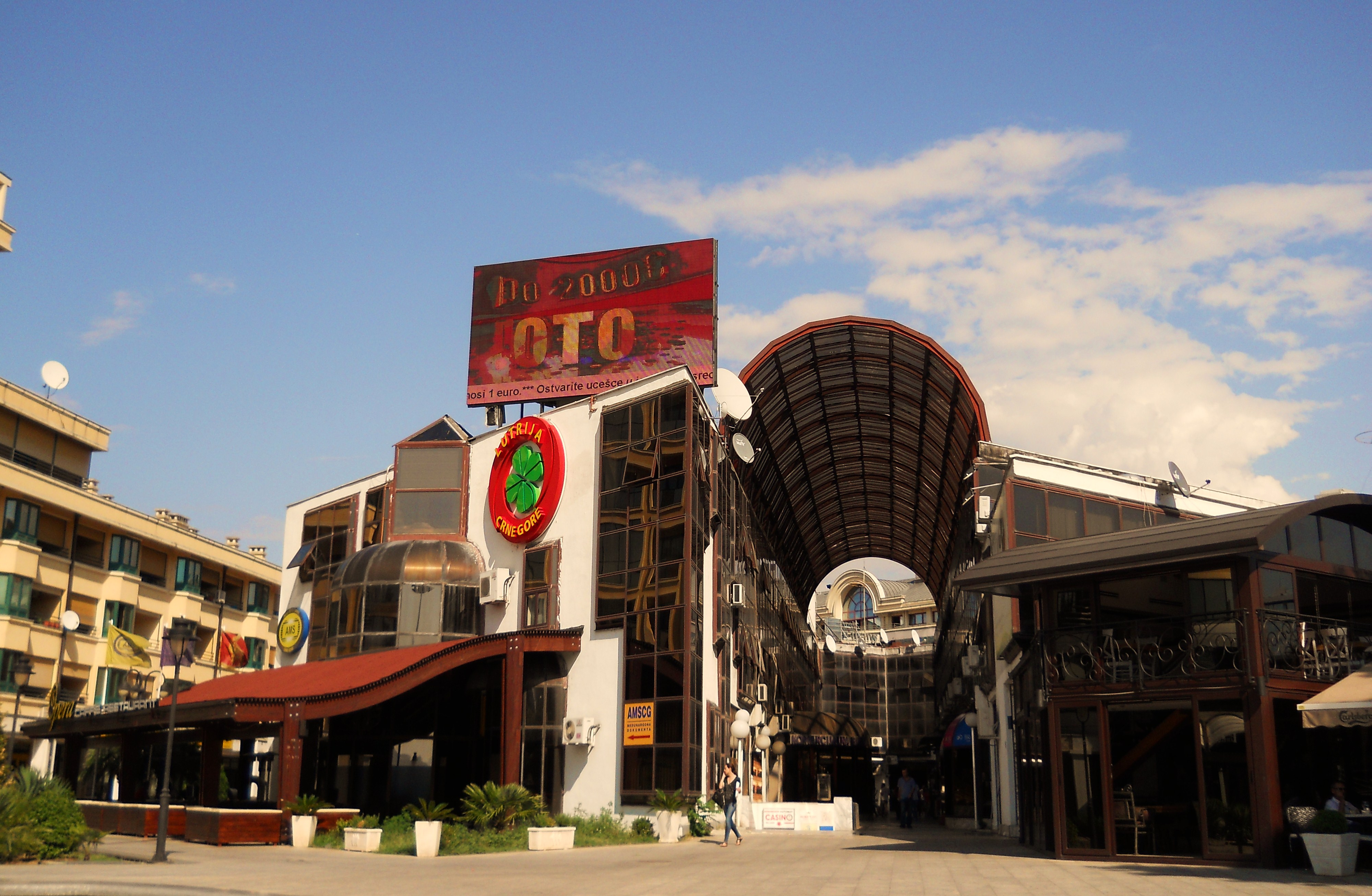
Obchodní centrum Kruševac
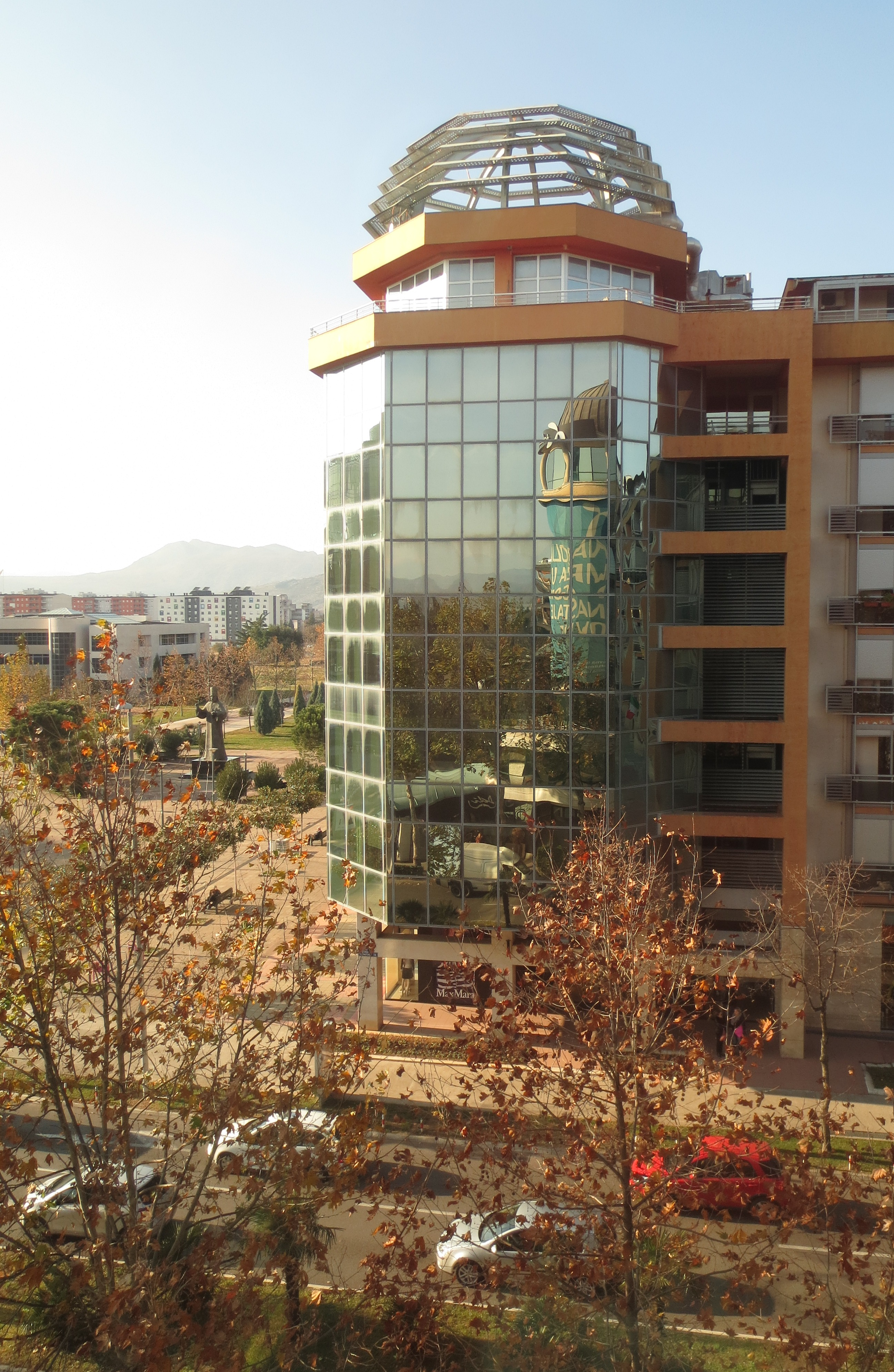
Budova studia Prva TV.
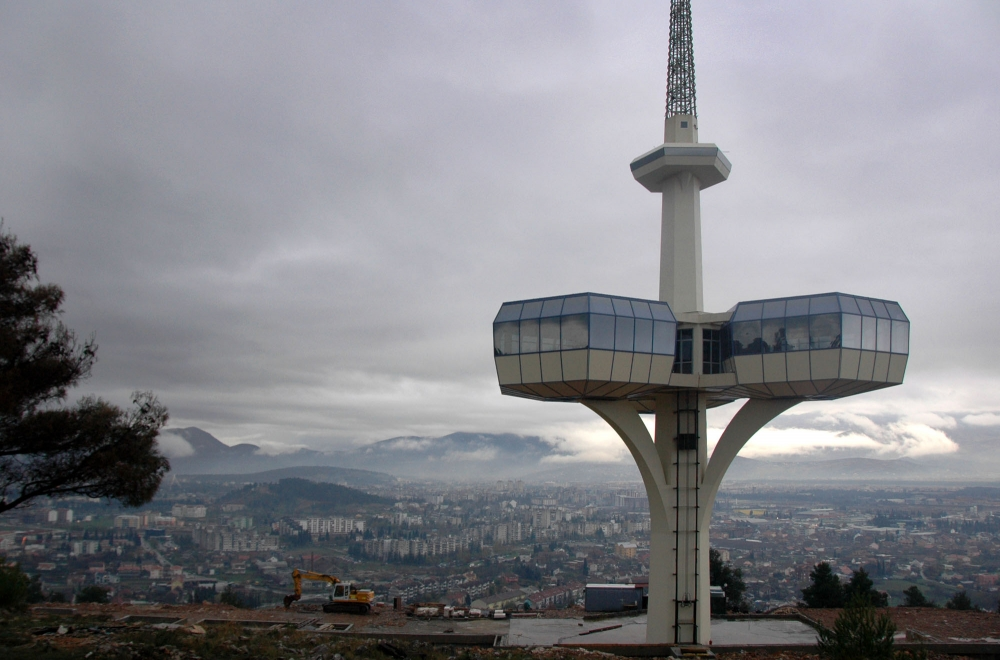
Rozhlasový vysílač (2003).